# ТЭФИ (премия, 2004)
ТЭ́ФИ — российская национальная телевизионная премия за высшие достижения в области телевизионных искусств. Учреждена фондом «Академия Российского Телевидения» 21 октября 1994 года. Премия должна была стать российским аналогом американской телевизионной премии «Эмми».
Для участия в конкурсе «ТЭФИ—2004» принимались работы, произведённые и впервые вышедшие в эфир на территории России в период с 1 июня 2003 года по 31 мая 2004 года.

## Церемония
Десятая церемония награждения проводилась в два этапа. Награждение победителей в 15 «внеэкранных» номинациях состоялось 23 сентября 2004 года. Ведущими этого этапа церемонии стали Андрей Максимков, Юрий Владовский и Василий Сазонов. 24 сентября 2004 года был проведён второй этап награждения в оставшихся 22 номинациях, а также вручены два специальных приза Академии Российского телевидения. Местом проведения обоих этапов церемонии стал Государственный центральный концертный зал «Россия». Телевизионная версия второго этапа церемонии награждения была подготовлена телекомпанией «ВИD» и показана в эфире телеканалом «НТВ».

## Победители и финалисты
Победители указаны первыми и выделены отдельным цветом 
| Номинации                                                   | Победители и финалисты | Производитель                                                             | Представляющая организация                                                                                 | Канал-вещатель                                                                                             |
| ----------------------------------------------------------- | --- | ------------------------------------------------------------------------- | --- | --- |
| Информационная программа                                    | «Сегодня» | ОАО «Телекомпания НТВ»                                                    | ОАО «Телекомпания НТВ»                                                                                     | НТВ |
| Информационная программа                                    | «Вести» | ГТК «Телеканал „Россия“» — дирекция информационных программ               | ГТК «Телеканал „Россия“»                                                                                   | ГТК «Телеканал „Россия“»                                                                                   |
| Информационная программа                                    | «Новости. Итоги дня» | «Телекомпания „Четвёртый канал“», Екатеринбург                            | «Телекомпания „Четвёртый канал“», Екатеринбург                                                             | Четвёртый канал, Екатеринбург                                                                              |
| Информационно-аналитическая программа                       | «24» с Ольгой Романовой | ЗАО «Телекомпания „РЕН ТВ“»                                               | ЗАО «Телекомпания „РЕН ТВ“»                                                                                | REN TV |
| Информационно-аналитическая программа                       | «Времена» | ОАО «Студия Фониной»                                                      | ОАО «Первый канал»                                                                                         | Первый канал                                                                                               |
| Информационно-аналитическая программа                       | «Час пик. Суббота» | ТРК ТВ-2, г. Томск                                                        | ТРК ТВ-2, г. Томск                                                                                         | ТВ-2, Томск                                                                                                |
| Информационно-развлекательная программа                     | «Красная стрела» | Телекомпания «Пилот ТиВи»                                                 | Телекомпания «Пилот ТиВи»                                                                                  | НТВ |
| Информационно-развлекательная программа                     | «Времечко» | ЗАО «АТВ — Продакшн»                                                      | ЗАО «АТВ — Продакшн»                                                                                       | ТВ Центр                                                                                                   |
| Информационно-развлекательная программа                     | «Истории в деталях» | ЗАО «Прайвест Медиа»                                                      | ЗАО «Сеть Телевизионных Станций»                                                                           | СТС |
| Ток-шоу                                                     | «Свобода слова» | ОАО «Телекомпания НТВ»                                                    | ОАО «Телекомпания НТВ»                                                                                     | НТВ |
| Ток-шоу                                                     | «К барьеру!» | ОАО «Телекомпания НТВ»                                                    | ОАО «Телекомпания НТВ»                                                                                     | НТВ |
| Ток-шоу                                                     | «Основной инстинкт» | ОАО «Первый канал» — студия спецпроектов                                  | ОАО «Первый канал»                                                                                         | Первый канал                                                                                               |
| Телевизионный художественный фильм, мини-сериал             | «Честь имею» | ЗАО «2-Б-2 Интертейменд», г. Санкт-Петербург                              | ГТК «Телеканал „Россия“»                                                                                   | ГТК «Телеканал „Россия“»                                                                                   |
| Телевизионный художественный фильм, мини-сериал             | «Француз» | Студия «Слон»                                                             | ОАО «Первый канал»                                                                                         | Первый канал                                                                                               |
| Телевизионный художественный фильм, мини-сериал             | «На безымянной высоте» | ЗАО «Централ Партнершип»                                                  | ОАО «Первый канал»                                                                                         | Первый канал                                                                                               |
| Телевизионный художественный сериал                         | «Всегда говори „всегда“» | ООО «Люксфильм»                                                           | ООО «Феникс-фильм»                                                                                         | ГТК «Телеканал „Россия“»                                                                                   |
| Телевизионный художественный сериал                         | «Бедная Настя» | ЗАО «Амедиа», «Коламбиа пикчерс»                                          | ЗАО «Сеть Телевизионных Станций»                                                                           | СТС |
| Телевизионный художественный сериал                         | «Участок» | ООО «Про-Синема продакшн»                                                 | ОАО «Первый канал»                                                                                         | Первый канал                                                                                               |
| Телевизионная игра                                          | «КВН. Высшая лига» | ООО «ПЦ КВН»                                                              | ОАО «Первый канал»                                                                                         | Первый канал                                                                                               |
| Телевизионная игра                                          | «Что? Где? Когда?» | ООО «Продюсерский центр „Игра-ТВ“»                                        | ООО «Продюсерский центр „Игра-ТВ“»                                                                         | Первый канал                                                                                               |
| Телевизионная игра                                          | «Полундра» | «Медиа Группа „Новая компания Интернешнл“»                                | ЗАО «Сеть Телевизионных Станций»                                                                           | СТС |
| Развлекательная программа                                   | «Неголубой огонёк» | ЗАО «Телекомпания „РЕН ТВ“»                                               | ЗАО «Телекомпания „РЕН ТВ“»                                                                                | REN TV |
| Развлекательная программа                                   | «Последний герой. Конец игры» | ЗАО «Телекомпания ВИD»                                                    | ЗАО «Телекомпания ВИD»                                                                                     | Первый канал                                                                                               |
| Развлекательная программа                                   | «Розыгрыш» | Телекомпания «Ритм-ТВ»                                                    | ОАО «Первый канал»                                                                                         | Первый канал                                                                                               |
| Ведущий информационной программы                            | Ольга Романова — «„24“ с Ольгой Романовой»                                                                                             | ЗАО «Телекомпания „РЕН ТВ“»                                               | ЗАО «Телекомпания „РЕН ТВ“»                                                                                | REN TV |
| Ведущий информационной программы                            | Мария Ситтель — «Вести» | ГТК «Телеканал „Россия“» — дирекция информационных программ               | ГТК «Телеканал „Россия“»                                                                                   | ГТК «Телеканал „Россия“»                                                                                   |
| Ведущий информационной программы                            | Екатерина Андреева — «Время» | ОАО «Первый канал» — дирекция информационных программ                     | ОАО «Первый канал»                                                                                         | Первый канал                                                                                               |
| Интервьюер                                                  | Владимир Познер — «Времена» | ОАО «Студия Фониной»                                                      | ОАО «Первый канал»                                                                                         | Первый канал                                                                                               |
| Интервьюер                                                  | Татьяна Толстая, Авдотья Смирнова — «Школа злословия»                                                                                  | «Телекомпания Тон»                                                        | ГТРК «Культура»                                                                                            | ВГТРК телеканал «Культура»                                                                                 |
| Интервьюер                                                  | Владимир Соловьёв — «Апельсиновый сок»                                                                                                 | ОАО «Телекомпания НТВ»                                                    | ОАО «Телекомпания НТВ»                                                                                     | НТВ |
| Ведущий развлекательной программы                           | Михаил Кожухов — «В поисках приключений. Камбоджа»                                                                                     | ООО «Телекомпания „Экстрим 1“»                                            | ГТК «Телеканал „Россия“»                                                                                   | ГТК «Телеканал „Россия“»                                                                                   |
| Ведущий развлекательной программы                           | Максим Галкин — «Кто хочет стать миллионером?»                                                                                         | ООО «Весткот Медиа»                                                       | ОАО «Первый канал»                                                                                         | Первый канал                                                                                               |
| Ведущий развлекательной программы                           | Андрей Малахов — «Большая стирка». «Вся правда о пластических операциях — 2»                                                           | ООО «Новая Компания Продакшн»                                             | ОАО «Первый канал»                                                                                         | Первый канал                                                                                               |
| Репортаж                                                    | «Кровь с молоком». «Намедни», автор репортажа — Алексей Пивоваров                                                                      | ОАО «Телекомпания НТВ»                                                    | ОАО «Телекомпания НТВ»                                                                                     | НТВ |
| Репортаж                                                    | «Кровавый день календаря». «Намедни», автор репортажа — Вадим Такменёв                                                                 | ОАО «Телекомпания НТВ»                                                    | ОАО «Телекомпания НТВ»                                                                                     | НТВ |
| Репортаж                                                    | «Бумажные могилы», автор репортажа — Елена Косова                                                                                      | ОАО «ТВ Центр»                                                            | ОАО «ТВ Центр»                                                                                             | ТВ Центр                                                                                                   |
| Журналистское расследование                                 | «Иероглиф дружбы» | Тележурналист Елена Масюк                                                 | «Информационно-рекламная компания „Восточноевропейское телеграфное (и телевизионное) агентство“», г. Пермь | «Информационно-рекламная компания „Восточноевропейское телеграфное (и телевизионное) агентство“», г. Пермь |
| Журналистское расследование                                 | «Достояние республики» | ГТРК «Культура»                                                           | ГТРК «Культура»                                                                                            | ВГТРК телеканал «Культура»                                                                                 |
| Журналистское расследование                                 | «Роковая ошибка генерала Пуго» из цикла «Свидетели»                                                                                    | Телекомпания «Наш взгляд»                                                 | ГТК «Телеканал „Россия“»                                                                                   | ГТК «Телеканал „Россия“»                                                                                   |
| Исполнитель мужской роли в телевизионном фильме/сериале     | Виталий Соломин — «Пан или пропал» | ООО «Киностудия „Пеликан“»                                                | ООО «Киностудия „Пеликан“»                                                                                 | ГТК «Телеканал „Россия“»                                                                                   |
| Исполнитель мужской роли в телевизионном фильме/сериале     | Александр Филиппенко — «Бедная Настя»                                                                                                  | ЗАО «Амедиа», «Коламбиа пикчерс»                                          | ЗАО «Сеть Телевизионных Станций»                                                                           | СТС |
| Исполнитель мужской роли в телевизионном фильме/сериале     | Авангард Леонтьев — «Нумер в гостинице города NN» по мотивам Н. В. Гоголя «Мёртвые души»                                               | ГУП «Театрально-культурный центр им. Вс. Мейерхольда»                     | ГТРК «Культура»                                                                                            | ВГТРК телеканал «Культура»                                                                                 |
| Исполнительница женской роли в телевизионном фильме/сериале | Елена Яковлева — «Каменская 3» | ООО «Рекун-Кино»                                                          | ГТК «Телеканал „Россия“»                                                                                   | ГТК «Телеканал „Россия“»                                                                                   |
| Исполнительница женской роли в телевизионном фильме/сериале | Ольга Остроумова — «Бедная Настя» | ЗАО «Амедиа», «Коламбиа пикчерс»                                          | ЗАО «Сеть Телевизионных Станций»                                                                           | СТС |
| Исполнительница женской роли в телевизионном фильме/сериале | Мария Голубкина — «Француз» | Студия «Слон»                                                             | ОАО «Первый канал»                                                                                         | Первый канал                                                                                               |
| Телевизионный документальный фильм                          | «Крейсер „Варяг“» | ООО «Опал — Медиа»                                                        | ГТК «Телеканал „Россия“»                                                                                   | ГТК «Телеканал „Россия“»                                                                                   |
| Телевизионный документальный фильм                          | «Счастливчик» | Киностудия «Новый курс», Пермь                                            | Киностудия «Новый курс», Пермь                                                                             | Вятка, Киров                                                                                               |
| Телевизионный документальный фильм                          | «Прочерк» | Студия «Фишка-фильм»                                                      | ГТРК «Культура»                                                                                            | ВГТРК телеканал «Культура»                                                                                 |
| Телевизионный документальный сериал                         | «Серебро и чернь». Авторская программа Льва Аннинского                                                                                 | ООО «Студия ДД»                                                           | ГТРК «Культура»                                                                                            | ВГТРК телеканал «Культура»                                                                                 |
| Телевизионный документальный сериал                         | «Не будем проклинать изгнание». Фильм 5-й. «Возвращение»                                                                               | Киностудия «Мавр»                                                         | ГТРК «Культура»                                                                                            | ВГТРК телеканал «Культура»                                                                                 |
| Телевизионный документальный сериал                         | «Советская империя». Фильм «Родина-мать»                                                                                               | «Меридиан холдинг»                                                        | ГТК «Телеканал „Россия“»                                                                                   | ГТК «Телеканал „Россия“»                                                                                   |
| Музыкальная программа                                       | «Партитуры не горят». «Томазо Альбинони»                                                                                               | ООО «Продюсерская компания „Центр телевизионного искусства“»              | ООО «Продюсерская компания „Центр телевизионного искусства“»                                               | ВГТРК телеканал «Культура»                                                                                 |
| Музыкальная программа                                       | «Фабрика звёзд» | ЗАО «Телекомпания ВИD»                                                    | ЗАО «Телекомпания ВИD»                                                                                     | Первый канал                                                                                               |
| Музыкальная программа                                       | «Золотой граммофон» | «Граммофон Продакшн»                                                      | ОАО «Первый канал»                                                                                         | Первый канал                                                                                               |
| Программа для детей                                         | «Самый умный» | ЗАО «Сеть Телевизионных Станций»                                          | ЗАО «Сеть Телевизионных Станций»                                                                           | СТС |
| Программа для детей                                         | «Умницы и умники» | Студия Юрия Вяземского «Образ-ТВ»                                         | ОАО «Первый канал»                                                                                         | Первый канал                                                                                               |
| Программа для детей                                         | «Ералаш. Новогодний выпуск» | «Ералаш-лэнд»                                                             | ОАО «Первый канал»                                                                                         | Первый канал                                                                                               |
| Программа о науке (цикловая)                                | «Гении и злодеи уходящей эпохи». «Харитон — Оппенгеймер»                                                                               | ТРК «Цивилизация»                                                         | ОАО «Первый канал»                                                                                         | Первый канал                                                                                               |
| Программа о науке (цикловая)                                | «Атланты. В поисках истины» | «Лидер»                                                                   | ГТРК «Культура»                                                                                            | ВГТРК телеканал «Культура»                                                                                 |
| Программа о науке (цикловая)                                | «Гордон» | ОАО «Телекомпания НТВ»                                                    | ОАО «Телекомпания НТВ»                                                                                     | НТВ |
| Программа об искусстве (цикловая)                           | «Вертов и Рифеншталь» из цикла «Документальная камера»                                                                                 | ЗАО «Телевизионная продюсерская компания „2В“»                            | ГТРК «Культура»                                                                                            | ВГТРК телеканал «Культура»                                                                                 |
| Программа об искусстве (цикловая)                           | «Гении и злодеи уходящей эпохи». «Марина Цветаева — Сергей Эфрон»                                                                      | ТРК «Цивилизация»                                                         | ТРК «Цивилизация»                                                                                          | Первый канал                                                                                               |
| Программа об искусстве (цикловая)                           | «Пёстрая лента». Зиновий Гердт | «Телеформат»                                                              | ОАО «Первый канал»                                                                                         | Первый канал                                                                                               |
| Программа об истории (цикловая)                             | «Авторская программа Э. Радзинского „Загадка императора“»                                                                              | Телекомпания «Наш взгляд»                                                 | ОАО «Первый канал»                                                                                         | Первый канал                                                                                               |
| Программа об истории (цикловая)                             | «1919 год. Деникин» из цикла «Исторические хроники» с Николаем Сванидзе                                                                | Телекомпания «Наш взгляд»                                                 | ГТК «Телеканал „Россия“»                                                                                   | ГТК «Телеканал „Россия“»                                                                                   |
| Программа об истории (цикловая)                             | «Кто мы?» | Телекомпания «Наш взгляд»                                                 | ГТРК «Культура»                                                                                            | ВГТРК телеканал «Культура»                                                                                 |
| Художник-постановщик                                        | Александр Бойм, Александр Бурков, Ирина Лаптева — «Бедная Настя»                                                                       | ЗАО «Амедиа», «Коламбиа пикчерс»                                          | ЗАО «Сеть Телевизионных Станций»                                                                           | СТС |
| Художник-постановщик                                        | Сергей Шанович — «Намедни» | ОАО «Телекомпания НТВ»                                                    | ОАО «Телекомпания НТВ»                                                                                     | НТВ |
| Художник-постановщик                                        | Дмитрий Ликин — «Время», «Времена», «Фабрика звёзд 4», «Новогодняя ночь на „Первом“», «Человек и закон», «В мире животных», «Здоровье» | ОРТ-Дизайн                                                                | ОАО «Первый канал»                                                                                         | Первый канал                                                                                               |
| Звукорежиссёр                                               | Алексей Менялин — «КВН» | АМиК                                                                      | ОАО «Первый канал»                                                                                         | Первый канал                                                                                               |
| Звукорежиссёр                                               | Светлана Дёгтева — «Опера Дж. Верди „Травиата“»                                                                                        | ГТРК «Культура»                                                           | ГТРК «Культура»                                                                                            | ВГТРК телеканал «Культура»                                                                                 |
| Звукорежиссёр                                               | Андрей Гриц — «Дмитрий Хворостовский. Сольный концерт на Красной площади»                                                              | ГТК «Телеканал „Россия“» — дирекция новых программ и специальных проектов | ГТК «Телеканал „Россия“»                                                                                   | ГТК «Телеканал „Россия“»                                                                                   |
| Эфирный промоушн канала                                     | Анонсирование проектов и акций телеканала «Культура»                                                                                   | ГТРК «Культура»                                                           | ГТРК «Культура»                                                                                            | ВГТРК телеканал «Культура»                                                                                 |
| Эфирный промоушн канала                                     | «НТВ-Дизайн». Проморолики сезона 2003—2004                                                                                             | ОАО «Телекомпания НТВ»                                                    | ОАО «Телекомпания НТВ»                                                                                     | НТВ |
| Эфирный промоушн канала                                     | Специальные проекты эфирного промоушна «Первого канала» сезона 2003—2004                                                               | ОАО «Первый канал» — дирекция оформления эфира                            | ОАО «Первый канал»                                                                                         | Первый канал                                                                                               |
| Телевизионный дизайн                                        | Оформление телеканала «Культура» | ГТРК «Культура»                                                           | ГТРК «Культура»                                                                                            | ВГТРК телеканал «Культура»                                                                                 |
| Телевизионный дизайн                                        | «НТВ-дизайн» | ОАО «Телекомпания НТВ»                                                    | ОАО «Телекомпания НТВ»                                                                                     | НТВ |
| Телевизионный дизайн                                        | Новогоднее оформление «Первого канала»                                                                                                 | ОРТ-Дизайн                                                                | ОАО «Первый канал»                                                                                         | Первый канал                                                                                               |
| Спортивный комментатор, ведущий спортивной программы        | Василий Уткин — «Финал лиги Чемпионов. Монако — Порту»                                                                                 | ОАО «Телекомпания НТВ»                                                    | ОАО «Телекомпания НТВ»                                                                                     | НТВ |
| Спортивный комментатор, ведущий спортивной программы        | Виктор Гусев — «Футбол. Отборочный матч чемпионата Европы. Уэльс — Россия»                                                             | ОАО «Первый канал» — дирекция спортивного вещания                         | ОАО «Первый канал»                                                                                         | Первый канал                                                                                               |
| Спортивный комментатор, ведущий спортивной программы        | Владимир Гендлин — «Бокс. „Виталий Кличко против Корри Сандерса“»                                                                      | ОАО «Первый канал» — дирекция спортивного вещания                         | ОАО «Первый канал»                                                                                         | Первый канал                                                                                               |
| Продюсер                                                    | Александр Акопов, Александр Роднянский — «Бедная Настя»                                                                                | ЗАО «Амедиа», «Коламбиа пикчерс»                                          | ЗАО «Сеть Телевизионных Станций»                                                                           | СТС |
| Продюсер                                                    | Николай Билык — «Исторические хроники» с Николаем Сванидзе                                                                             | Телекомпания «Наш взгляд»                                                 | ГТК «Телеканал „Россия“»                                                                                   | ГТК «Телеканал „Россия“»                                                                                   |
| Продюсер                                                    | Сергей Каратаев, Леонард Яновский, Виктор Умнов, Игорь Сырцов, Сергей Лещенков — «Господа офицеры»                                     | Intra Communications                                                      | ОАО «Телекомпания НТВ»                                                                                     | НТВ |
| Сценарист телевизионного художественного фильма/сериала     | Татьяна Устинова — «Всегда говори „всегда“»                                                                                            | ООО «Люксфильм»                                                           | ООО «Феникс-фильм»                                                                                         | ГТК «Телеканал „Россия“»                                                                                   |
| Сценарист телевизионного художественного фильма/сериала     | Игорь Агеев — «Господа офицеры» | Intra Communications                                                      | ОАО «Телекомпания НТВ»                                                                                     | НТВ |
| Сценарист телевизионного художественного фильма/сериала     | Алексей Слаповский — «Участок» | ООО «Про-Синема продакшн»                                                 | ОАО «Первый канал»                                                                                         | Первый канал                                                                                               |
| Сценарист телевизионного документального фильма/сериала     | Лев Аннинский — «Серебро и чернь» | ООО «Студия ДД»                                                           | ГТРК «Культура»                                                                                            | ВГТРК телеканал «Культура»                                                                                 |
| Сценарист телевизионного документального фильма/сериала     | Александр Невзоров — «Лошадиная энциклопедия»                                                                                          | «Евроинвест»                                                              | ОАО «Первый канал»                                                                                         | Первый канал                                                                                               |
| Сценарист телевизионного документального фильма/сериала     | Михаил Дегтярь, Эдуард Дубровский — «Валерий Чкалов»                                                                                   | ОАО «ТВ Центр»                                                            | ОАО «ТВ Центр»                                                                                             | ТВ Центр                                                                                                   |
| Сценарист телевизионной программы                           | Лев Николаев — «Детский сад папы Иоффе» из цикла «Цивилизация. Гении и злодеи»                                                         | ТРК «Цивилизация»                                                         | ТРК «Цивилизация»                                                                                          | Первый канал                                                                                               |
| Сценарист телевизионной программы                           | Владимир Трухнин, Ирина Полторак, Юрий Стоянов, Илья Олейников — «Городок»                                                             | Студия «Позитив ТВ»                                                       | ГТК «Телеканал „Россия“»                                                                                   | ГТК «Телеканал „Россия“»                                                                                   |
| Сценарист телевизионной программы                           | Константин Эрнст, Лариса Синельщикова, Сергей Кушнерёв, Александр Любимов — «Последний герой. Конец игры»                              | ЗАО «Телекомпания ВИD»                                                    | ОАО «Первый канал»                                                                                         | Первый канал                                                                                               |
| Режиссёр телевизионного художественного фильма/сериала      | Валерий Фокин — «Нумер в гостинице города NN» по мотивам поэмы Н. В. Гоголя «Мёртвые души»                                             | ГУП «Театрально-культурный центр им. Вс. Мейерхольда»                     | ГТРК «Культура»                                                                                            | ВГТРК телеканал «Культура»                                                                                 |
| Режиссёр телевизионного художественного фильма/сериала      | Владимир Краснопольский, Валерий Усков — «Подари мне жизнь»                                                                            | Продюсерский центр «Фаворит-фильм»                                        | ЗАО «Телекомпания „РЕН ТВ“»                                                                                | REN TV |
| Режиссёр телевизионного художественного фильма/сериала      | Юрий Мороз — «Каменская 3» | «Рекун-Кино»                                                              | ГТК «Телеканал „Россия“»                                                                                   | ГТК «Телеканал „Россия“»                                                                                   |
| Режиссёр телевизионного документального фильма/сериала      | Игорь Шадхан — «Чёрный огонь» | ОАО «ТВ Центр»                                                            | ОАО «ТВ Центр»                                                                                             | ТВ Центр                                                                                                   |
| Режиссёр телевизионного документального фильма/сериала      | Антон Мегердичев — «Убить Кеннеди» | «Телеформат»                                                              | ОАО «Первый канал»                                                                                         | Первый канал                                                                                               |
| Режиссёр телевизионного документального фильма/сериала      | Виталий Максимов — «Серебро и чернь»                                                                                                   | «Студия ДД»                                                               | ГТРК «Культура»                                                                                            | ВГТРК телеканал «Культура»                                                                                 |
| Режиссёр телевизионной программы                            | Андрей Торстенсен — «Тайна скрипичной души»                                                                                            | АНО «Телекомпания „Вектор-Русь“»                                          | ГТРК «Культура»                                                                                            | ВГТРК телеканал «Культура»                                                                                 |
| Режиссёр телевизионной программы                            | Константин Куц — «Ты — супермодель»/Звёзды России в игре «Форт Боярд»                                                                  | ООО «Джуниор ТВ»/ГТК «Телеканал „Россия“»                                 | ЗАО «Сеть Телевизионных Станций»/ГТК «Телеканал „Россия“»                                                  | СТС/ГТК «Телеканал „Россия“»                                                                               |
| Режиссёр телевизионной программы                            | Роман Бутовский — «Фабрика звёзд», «Времена», «Основной инстинкт»                                                                      | ЗАО «Телекомпания ВИD»                                                    | ОАО «Первый канал»                                                                                         | Первый канал                                                                                               |
| Оператор телевизионного художественного фильма/сериала      | Дмитрий Масс — «Участок» | ООО «Про-Синема продакшн»                                                 | ОАО «Первый канал»                                                                                         | Первый канал                                                                                               |
| Оператор телевизионного художественного фильма/сериала      | Илья Папернов, Антон Хмельков — «Бедная Настя»                                                                                         | ЗАО «Амедиа», «Коламбиа пикчерс»                                          | ЗАО «Сеть Телевизионных Станций»                                                                           | СТС |
| Оператор телевизионного художественного фильма/сериала      | Сергей Мокрицкий — «Таксистка»/«Баязет»                                                                                                | ЗАО «АТВ — Продакшн»/Компания «Президент-фильм»                           | ОАО «Телекомпания НТВ»/ГТК «Телеканал „Россия“»                                                            | НТВ/ГТК «Телеканал „Россия“»                                                                               |
| Оператор телевизионного документального фильма/сериала      | Борис Лазарев — «1923. Мейерхольд» из цикла «Исторические хроники» с Николаем Сванидзе                                                 | Телекомпания «Наш взгляд»                                                 | ГТК «Телеканал „Россия“»                                                                                   | ГТК «Телеканал „Россия“»                                                                                   |
| Оператор телевизионного документального фильма/сериала      | Владимир Кашира — «Лошадиная энциклопедия»                                                                                             | «Евроинвест»                                                              | ОАО «Первый канал»                                                                                         | Первый канал                                                                                               |
| Оператор телевизионного документального фильма/сериала      | Алексей Матюшкин — «Корейский капкан», «Острова из безмолвия. Исповедь палача»                                                         | ОАО «Первый канал» — дирекция документального кино                        | ОАО «Первый канал»                                                                                         | Первый канал                                                                                               |
| Оператор телевизионной программы                            | Александр Пугачёв — «Уроки русского. Чтения»                                                                                           | ЗАО «АТВ — Продакшн»                                                      | ЗАО «АТВ — Продакшн»                                                                                       | ВГТРК телеканал «Культура»                                                                                 |
| Оператор телевизионной программы                            | Алексей Сеченов — «Золотой граммофон», «Новогодняя ночь на „Первом“», «Фабрика звёзд»                                                  | «Граммофон продакшн»                                                      | ОАО «Первый канал»                                                                                         | Первый канал                                                                                               |
| Оператор телевизионной программы                            | Алексей Ганушкин, Владимир Брежнев, Алексей Юлдашев — «Последний герой. Конец игры»                                                    | ЗАО «Телекомпания ВИD»                                                    | ОАО «Первый канал»                                                                                         | Первый канал                                                                                               |
| «За личный вклад в развитие российского телевидения»        | Лысенко Анатолий Григорьевич |                                                                           | | |
| Специальный приз Академии Российского телевидения           | Парфёнов Леонид Геннадьевич |                                                                           | | |